# Sepp Womser
Sepp Womser (* 4. September 1931 in Plan bei Marienbad, heute Planá; † Ende 2007 in Dresden) war ein deutscher Maler und Grafiker.

## Leben und Werk
Womser war der Sohn eines Maurers. Er absolvierte bis 1945 die Volksschule in Plan. Die Familie kam 1946 als Vertriebene aus der Tschechoslowakei in die Westzone. Womser absolvierte bis 1949 in Neu-Isenburg eine Lehre als Dekorationsmaler und arbeitete danach fünf Jahre auf dem Bau. Daneben besuchte er 1951 in Frankfurt/Main die Städel-Abendschule für Malerei. Er brach ab, als er arbeitslos wurde und das Schulgeld nicht mehr aufbringen konnte. 1952 fand er in Frankfurt Anschluss an das Studio für bildende Kunst des Malers Werner Seippel (1917–1999). 1954 unternahm er mit zwei Teilnehmern des Studios eine Informationsreise in die DDR. Er war von der DDR beeindruckt und zog 1954 nach Dresden. Dort studierte er von 1954 bis 1959 bei Erich Fraaß und Heinz Lohmar an der Hochschule für Bildende Künste. Danach arbeitete er als freischaffender Künstler. Sein erster Auftrag war ein dreiteiliges Wandbild „Positive und negative Anwendung des Atoms“ im Zentralinstitut für Kernphysik in Dresden-Rossendorf. Womser war von 1960 bis 1990 Mitglied des Verbands Bildender Künstler der DDR, auf dessen Festlegung er nach dem Studium nach Eisenhüttenstadt ging. Dort erhielt er einen Werkvertrag mit dem Eisenhüttenkombinat Ost (EKO), in dem er ab 1961 einen Zirkel für bildnerische Volkskunst leitete. Womser gehörte neben Herbert Burschik, Johannes Hansky und Otto Schutzmeister zu den wichtigen Künstlern seiner Generation in Eisenhüttenstadt. 1984 wurde er mit dem Orden Banner der Arbeit geehrt.
Nachdem es nach der deutschen Wiedervereinigung in Eisenhüttenstadt nur noch wenige anspruchsvolle kulturelle Angebote gab, zog Womser nach Dresden. Er sagte dazu: „Ich habe Ansprüche an das Leben, die ich hier nicht mehr befriedigen kann. Ich will teilhaben an einem Theater- und Konzertleben, das hier nicht Alltag ist. Ich vermisse hier zunehmend kulturelles Leben…“. Womser wurde auf dem Inselfriedhof Eisenhüttenstadt beigesetzt.
Womser ist eine von 15 Persönlichkeiten der Stadt Eisenhüttenstadt, an die seit 2021 eine Tafel im Friedrich-Wolf-Theater erinnert, da sie das kulturelle Leben der Stadt nachhaltig geprägt haben.

## Werke (Auswahl)

### Tafelbilder
- Blick auf Eisenhüttenstadt (1981, Öl auf Hartfaser, 40 × 59 cm; Kunstarchiv Beeskow)
- Fürstenberg (1987, Öl auf Hartfaser, 60 × 68,5 cm; Kunstarchiv Beeskow)

### Baubezogene Werke
- Aufbau (um 1965), Wandbild in der ehemaligen Schule V, Eisenhüttenstadt (2020 durch Graffiti-Vandalismus zerstört)[4]
- Arbeitende Menschen (1982; Entwurf für ein keramisches Wandbild; Eisenhüttenstadt, Straße an der Holzwolle)[5]

### Buchillustration
- Helmut Preißler: Zwischen Gräsern und Sternen. Verlag Neues Leben Berlin, 1963

## Ausstellungen (Auswahl)

### Einzelausstellungen
- 1983/84: Potsdam, Kleine Galerie im Keller
- 1984: Luckenwalde, Galerie im Zentrum
- 1984: Brandenburg, Galerie in der Steinstraße
- 1986: Eisenhüttenstadt, Sport- und Ausstellungszentrum
- 1990 Neu-Isenburg, Galerie Patio

### Ausstellungsbeteiligungen
- 1964 bis 1985: Frankfurt/Oder, fünf Bezirkskunstausstellungen
- 1986: Fürstenwalde, Altes Rathaus („Miniatur in der bildenden Kunst der DDR“)